# Arne Sørensen (homme politique)
 (décembre 2020).
Si vous disposez d'ouvrages ou d'articles de référence ou si vous connaissez des sites web de qualité traitant du thème abordé ici, merci de compléter l'article en donnant les références utiles à sa vérifiabilité et en les liant à la section « Notes et références ».
Ne doit pas être confondu avec Arne Sørensen (footballeur).
Pour les articles homonymes, voir Sørensen.
Arne Sørensen, né le 2 octobre 1906 à Hvalpsund (Danemark) et mort le 1er mars 1978 à Kongens Lyngby (Danemark), est un homme politique danois membre et fondateur du parti Unité danoise (Dansk Samling), ancien ministre et ancien député au Parlement (le Folketing).

## Biographie
Arne Sørensen est social-démocrate jusqu'en 1936, mais trouve le gouvernement Stauning-Munch trop pro-allemand et le parlementarisme inefficace. Sørensen crée Dansk Samling,  parti corporatiste, anti-parlementaire et national, tout en restant ancré à gauche notamment sur la politique sociale. Il est favorable, entre autres, de la pension nationale et des allocations familiales. En 1949, Sørensen rompt avec Dansk Samling au sujet de la politique sociale et rejoint les sociaux-démocrates. À la fin des années soixante, il devient un partisan de la communauté économique européenne(dont le Danemark n'est pas partie prenante, au départ) et plaide pour la création des États-Unis d'Europe. En 1973, il écrit un article dans Ingeniøren, dans lequel il affirme que le Danemark a besoin de 5 millions d'immigrants pour exploiter le potentiel économique du pays.
Pendant l'occupation allemande du Danemark, Sørensen est un combattant actif de la résistance dans le groupe Holger Danske et en 1943 il devient un membre clé du Conseil danois de la liberté. Après la guerre, il est nommé ministre des Affaires ecclésiastiques et conseiller du gouvernement militaire américain en Allemagne en 1948.
Sorensen a écrit de nombreux ouvrages, publiés entre 1930 et 1970.

## Ouvrages
- Spark og Kærtegn (1930)
- Funktionalisme og Samfund (1933)
- Det moderne Menneske (1936)
- Frihed, Sandhed og Ret (1942)
- Niels Jydes Breve (1946)
- Mellem Øst og Vest (1950)
- Fra Hollywood til Akropolis (1952)
- Sønner af de slagne (1965)
- Hvem styrer staten ? (1970)